# Лейджоу
Лейджоу (Лейджоубандао) (на китайски: 雷州半岛) е полуостров в Южен Китай, в провинция Гуандун. На изток и запад се мие от водите на Южнокитайско море (Тонкинския залив на запад), а на юг протока Хайнан го отделя от остров Хайнан. Дължина от север на юг 135 km, ширина до 70 km, площ около 8500 km². Полуостров Лейджоу е третия по големина китайски полуостров след Шандунския и Ляодунския. Релефът му представлява хълмиста равнина с височина до 272 m, изградена от рохкави пясъчници и базалтови лави. Преобладават саванните ландшафти, а на югоизток има тропически гори, в които са се съхранили тигри. По крайбрежието виреят мангрови гори. Развива се тропично земеделие (отглеждане на агаве, етеричномаслени култури, захарна тръстика, ориз). Най-големи селища и пристанища са градовете Джандзян, Хайкан (Лейджоу), Сюйвен.